# Liste der Landesjugendchöre
Diese Liste zeigt alle Landesjugendchöre aus Deutschland und Österreich:

## Deutsche Landesjugendchöre
| LJC nach Land              | Chorleiter/musikalische Leitung              | Gründungsjahr |
| -------------------------- | -------------------------------------------- | ------------- |
| LJC Baden-Württemberg      | Dan-Olof Stenlund (bis 2018), derzeit vakant | 1979          |
| LJC Bayern                 | Franziska Kuba                               | 2007          |
| LJC Berlin                 | Bastian Holze                                | 2010          |
| LJC Brandenburg            | Claudia Jennings                             | 1991          |
| Bremen                     | n/v                                          | n/v           |
| Hamburg                    | Cornelius Trantow                            | 2023          |
| LJC Hessen                 | Axel Pfeiffer                                | 2008          |
| LJC Mecklenburg-Vorpommern | Daniel Arnold                                | 2011          |
| LJC Niedersachsen          | Jörg Straube                                 | 1980          |
| LJC Nordrhein-Westfalen    | Nicolas Fink                                 | 1979          |
| LJC Rheinland-Pfalz        | projektweise wechselnde musikalische Leitung | 1982          |
| LJC Saar                   | Mauro Barbierato                             | 2008          |
| LJC Sachsen                | Ron-Dirk Entleutner                          | 2008          |
| LJC Sachsen-Anhalt         | Berit Walther                                | 1994          |
| LJC Schleswig-Holstein     | Daniel Zimmermann                            | 1986          |
| LJC Thüringen              | Nikolaas Schmeer                             | 1997          |

## Österreichische Landesjugendchöre
- Burgenland: Landesjugendchor Burgenland
- Kärnten: Kärntner Landesjugendchor
- Niederösterreich: vox iuventutis – Landesjugendchor Niederösterreich
- Oberösterreich: Landesjugendchor Oberösterreich
- Steiermark: CantAnima – Steirischer Landesjugendchor
- Tirol: Landesjugendchor Tirol
- Vorarlberg: VOICES – Landesjugendchor Vorarlberg
- Wien: Landesjugendchor Wien